# فوگلزانگ (براندنبورگ)
فوگلزانگ (به آلمانی: Vogelsang) یک شهر در آلمان است که در اودر-اشپری واقع شده‌است. فوگلزانگ ۸۱۳ نفر جمعیت دارد.